# Eberswalde
Eberswalde város Németországban, azon belül Brandenburgban. Lakosainak száma 41 704 fő (2023. december 31.).

## Fekvése
Berlintől északra fekvő település.

### Városrészei
- Brandenburgisches Viertel
- Eberswalde 1
- Eberswalde 2
- Finow
- Sommerfelde
- Spechthausen
- Tornow

## Története

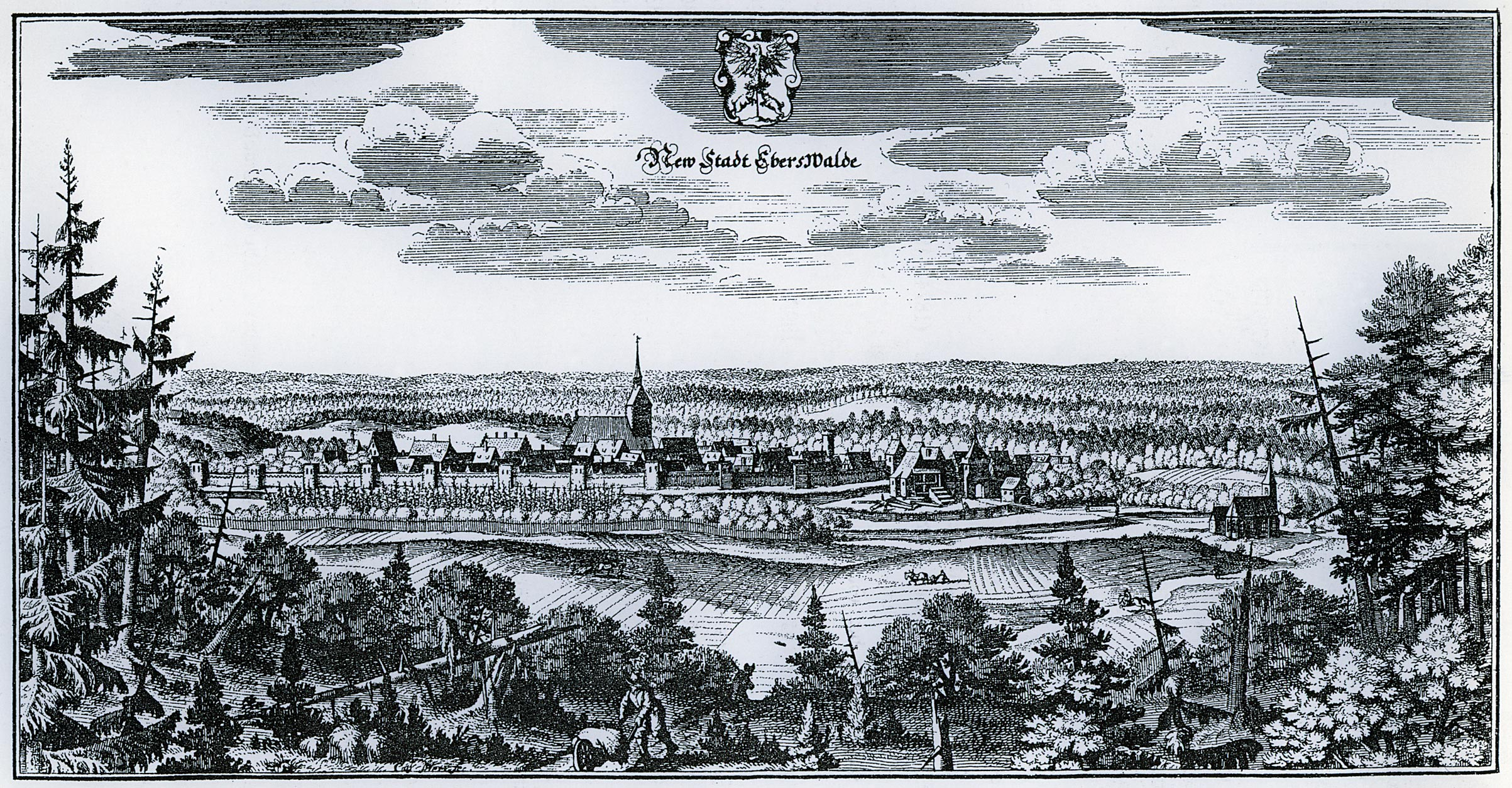
Eberswalde egy 1625-ös metszeten

Nevét 1276-ban említette először oklevél, de már a történelem előtti időkben nagy jelentőségű hely lehetett. A legrégibb régészeti leletek a késő paleolitikus és a neolitikus korszakokból származtak. A bronzkorban a Finow-völgy és közvetlen környéke is sűrűn lakott volt. A Kr.e. 600-tól pedig megkezdődött a szlávok bevándorlása. Az itt végzett feltárások szerint a Szent György kórházi kápolnától nyugatra szlávok erődített lakóhelye állt.
A város mára közigazgatásilag összetartozik Finow-val és Finowfurth-tal.
Eberswalde legszebb műemléke a Mária-Magdolna plébániatemplom (Pfarrkirche St. Maria-Magdalen), amely kora gótikus, három hajós téglából épült bazilika. Helytörténeti múzeumában a környékről származó őstörténeti leleteket őriznek.
A városban erdészeti akadémia működik.

## Nevezetességek
- Mária-Magdolna plébániatemplom (Pfarrkirche St. Maria-Magdalen)
- Helytörténeti múzeum

## Galéria

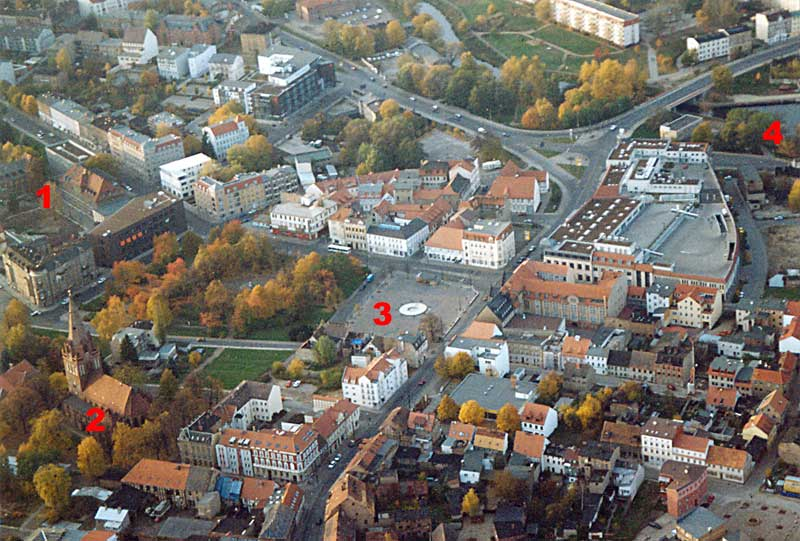
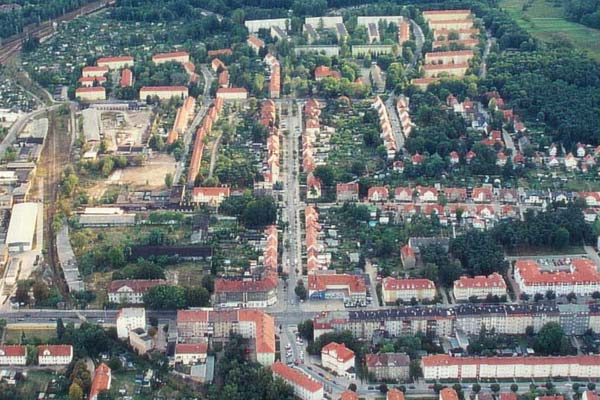
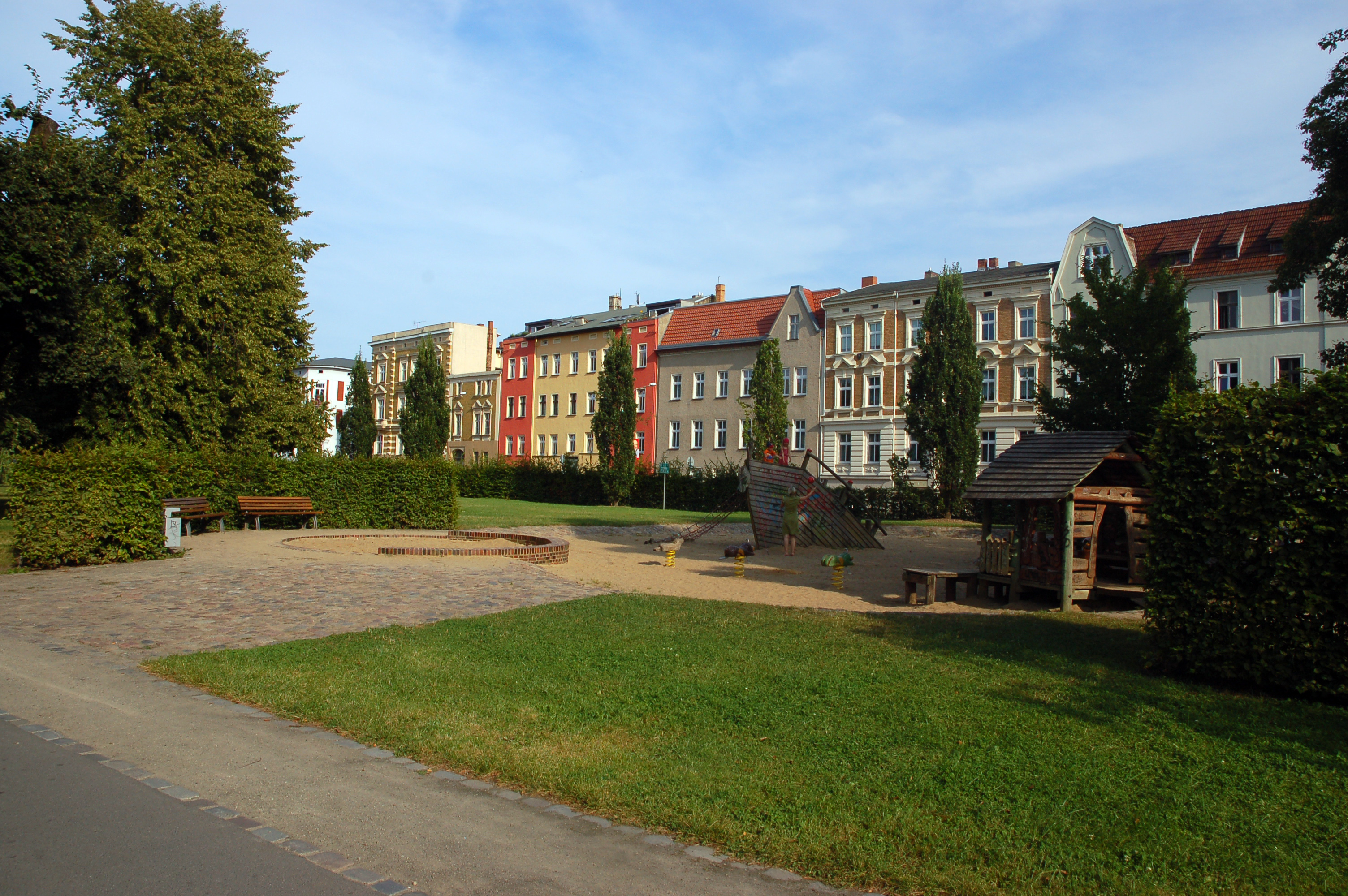
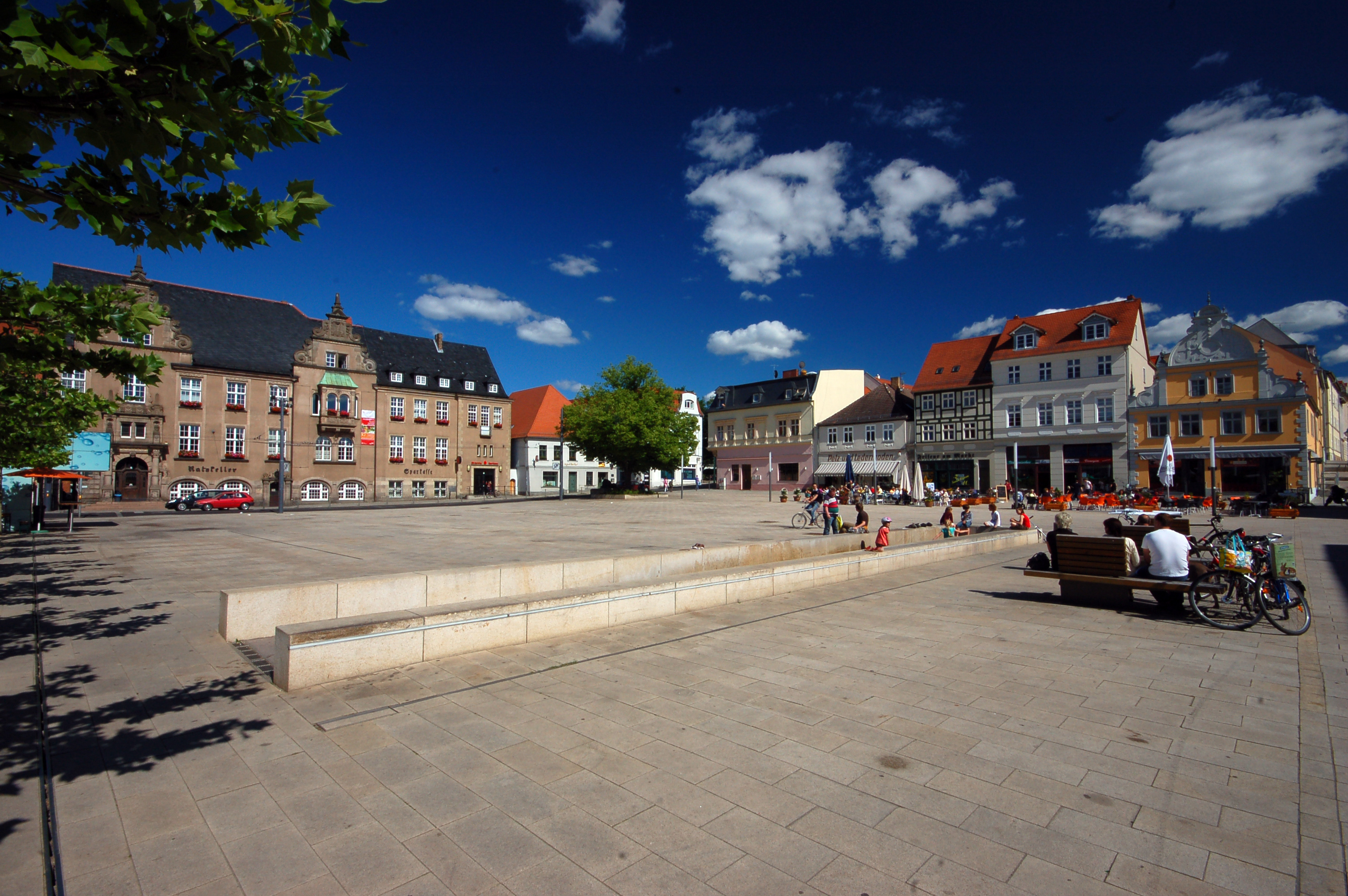
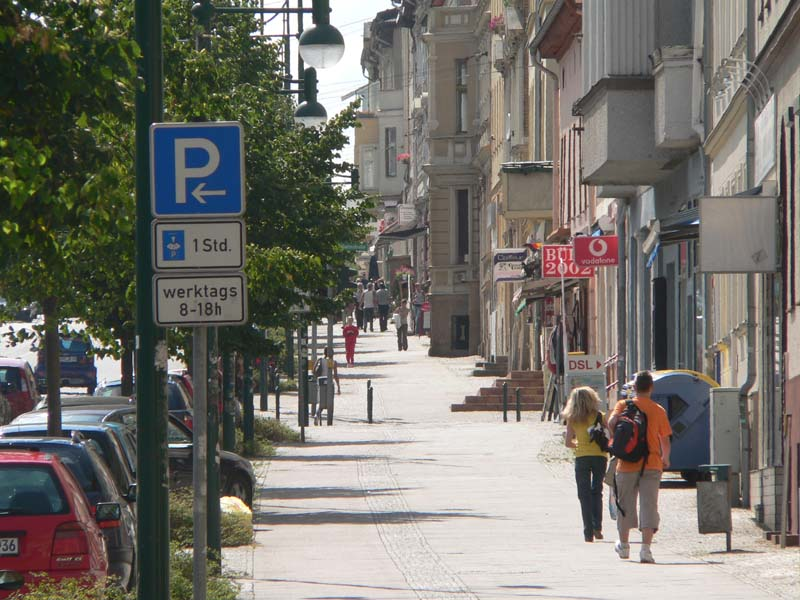
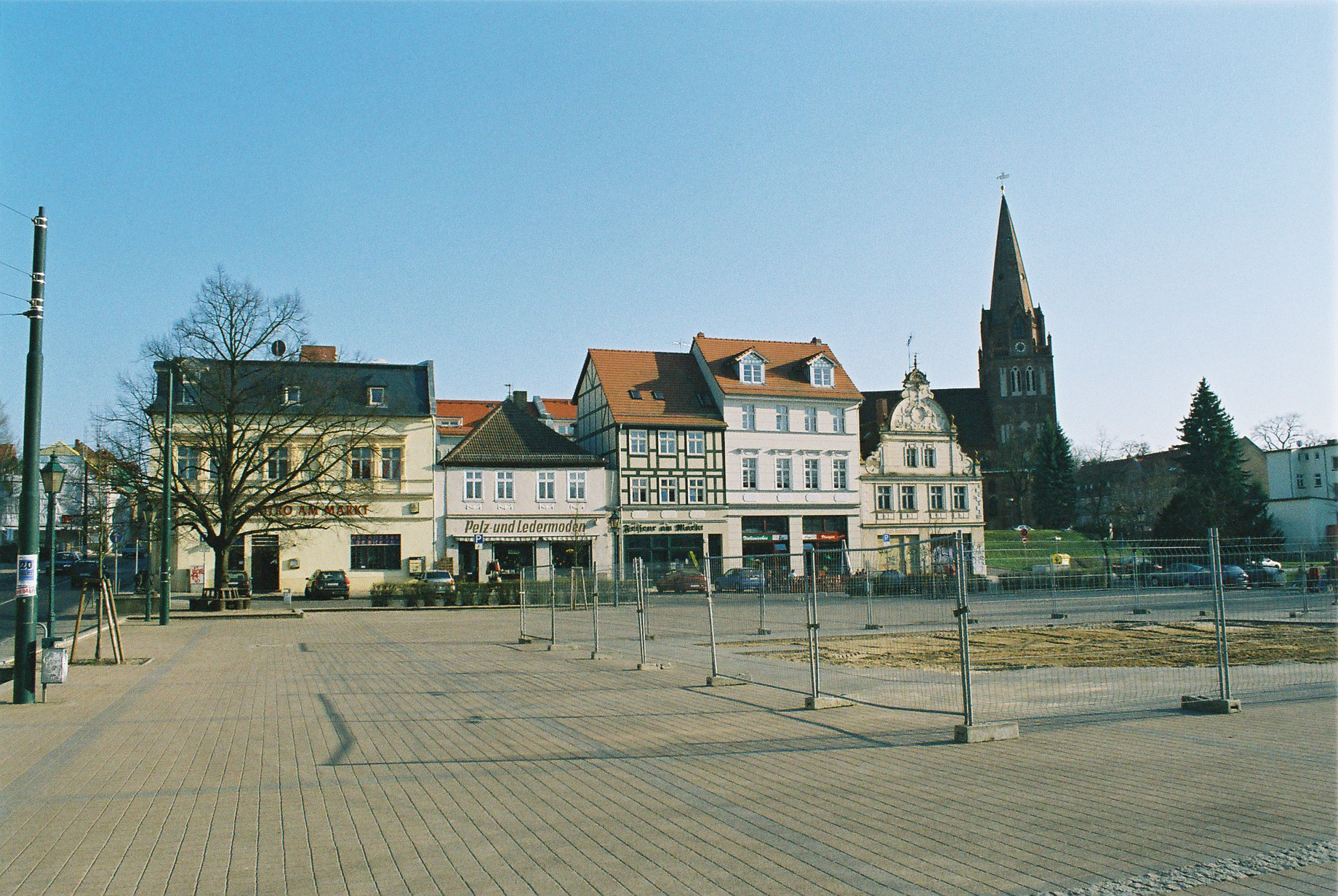
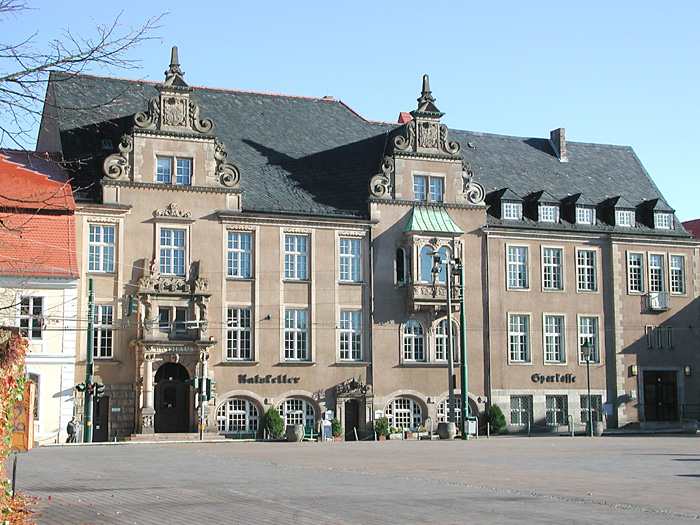
A tanácsház
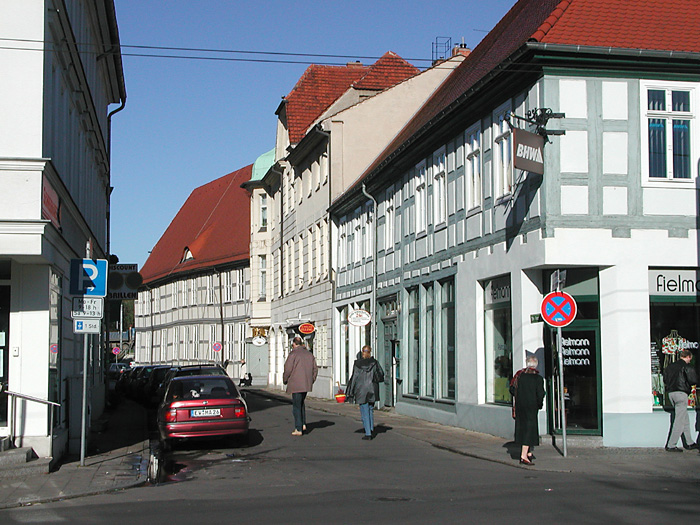
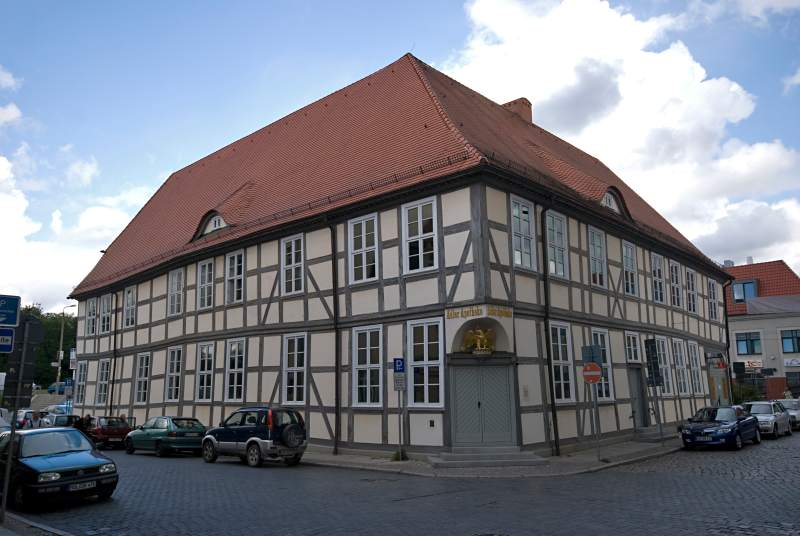
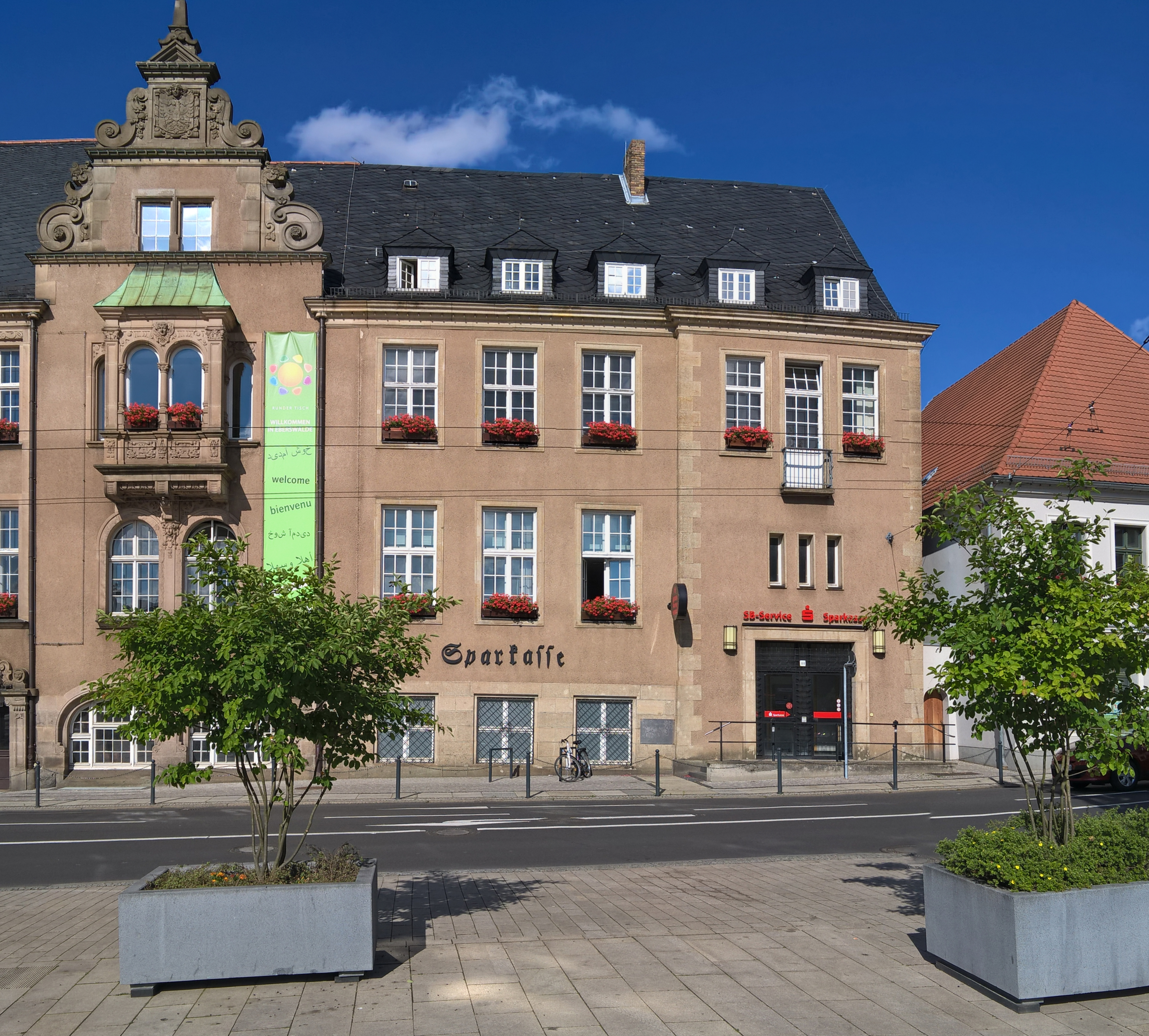
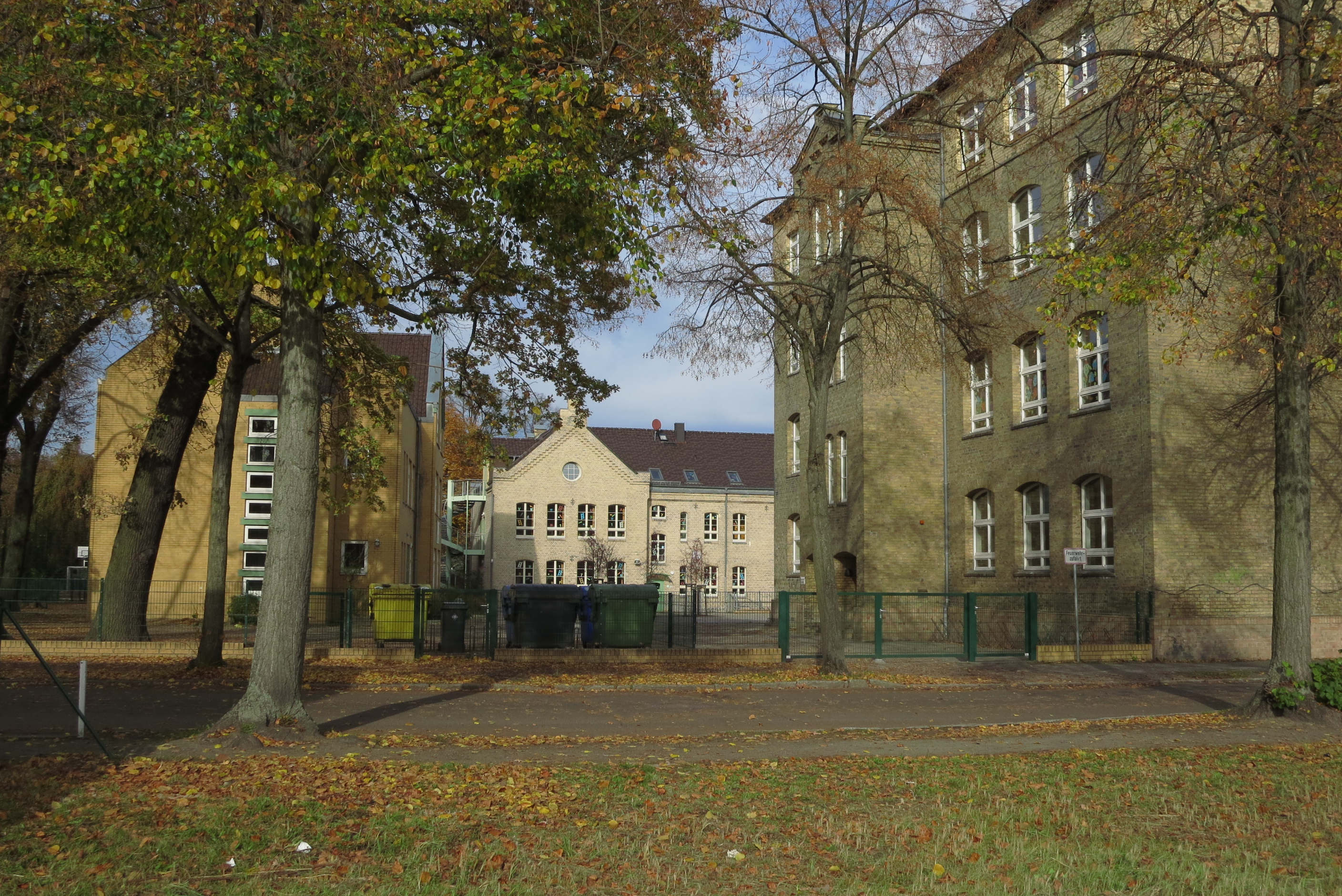
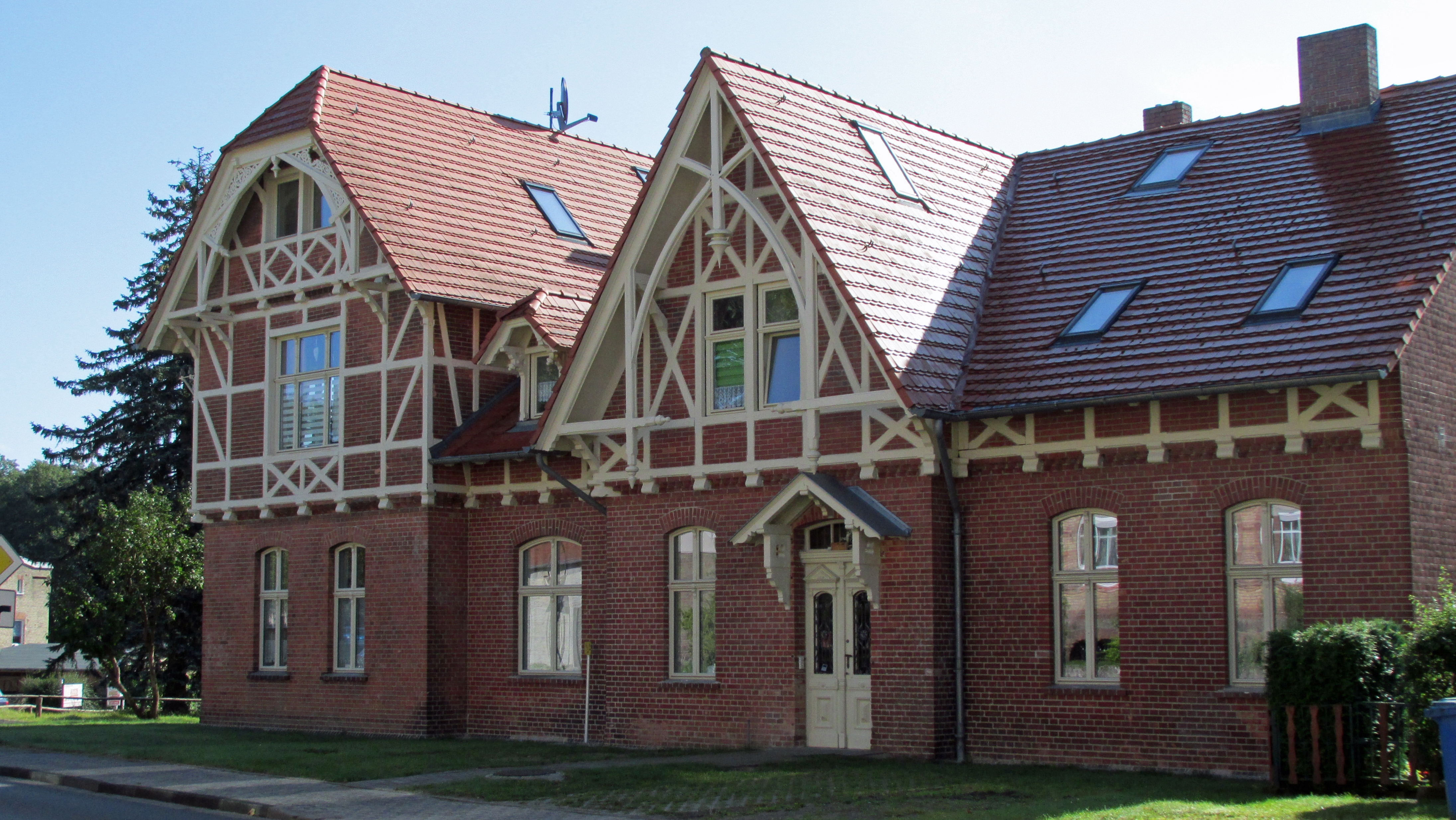
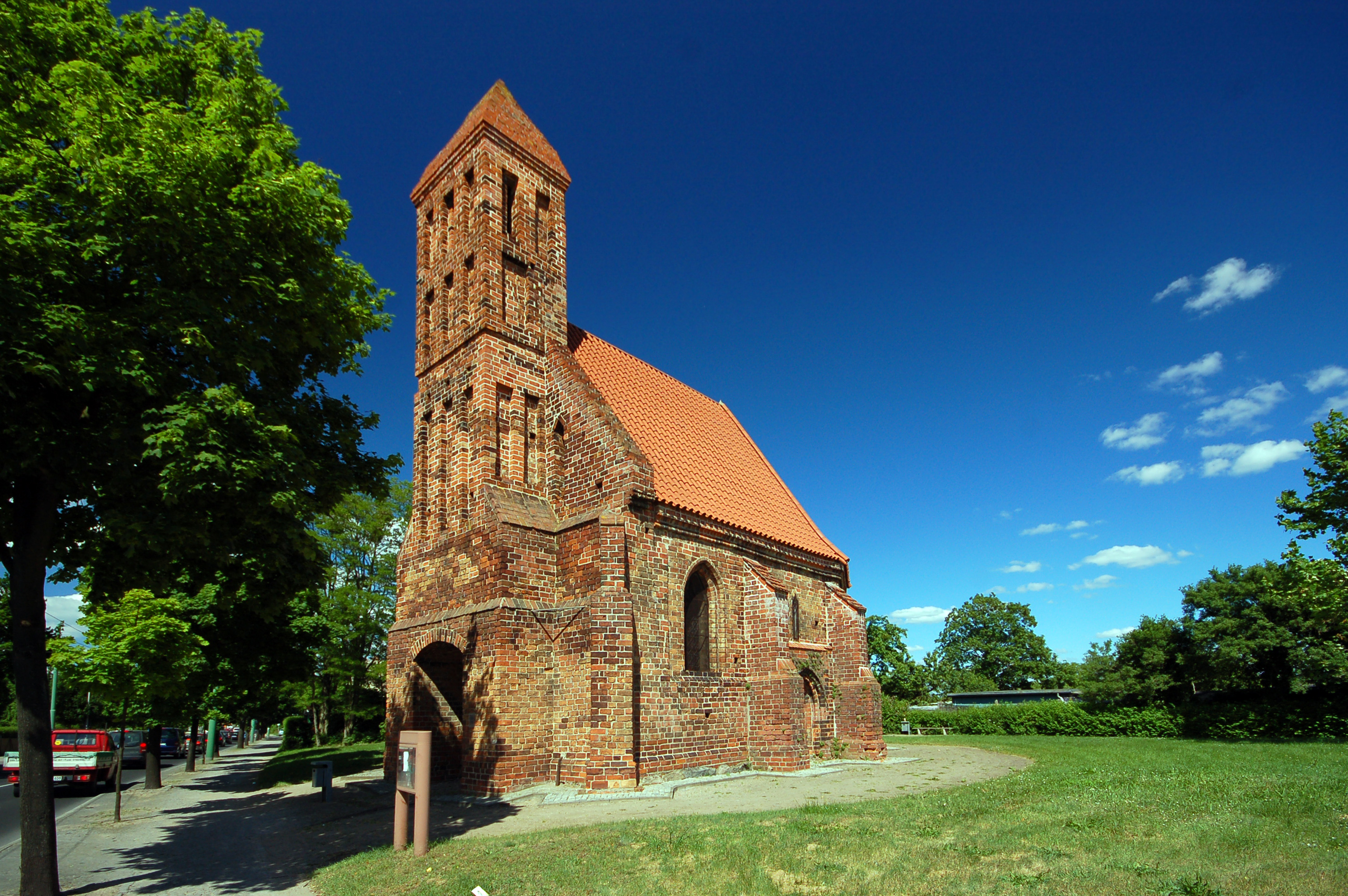
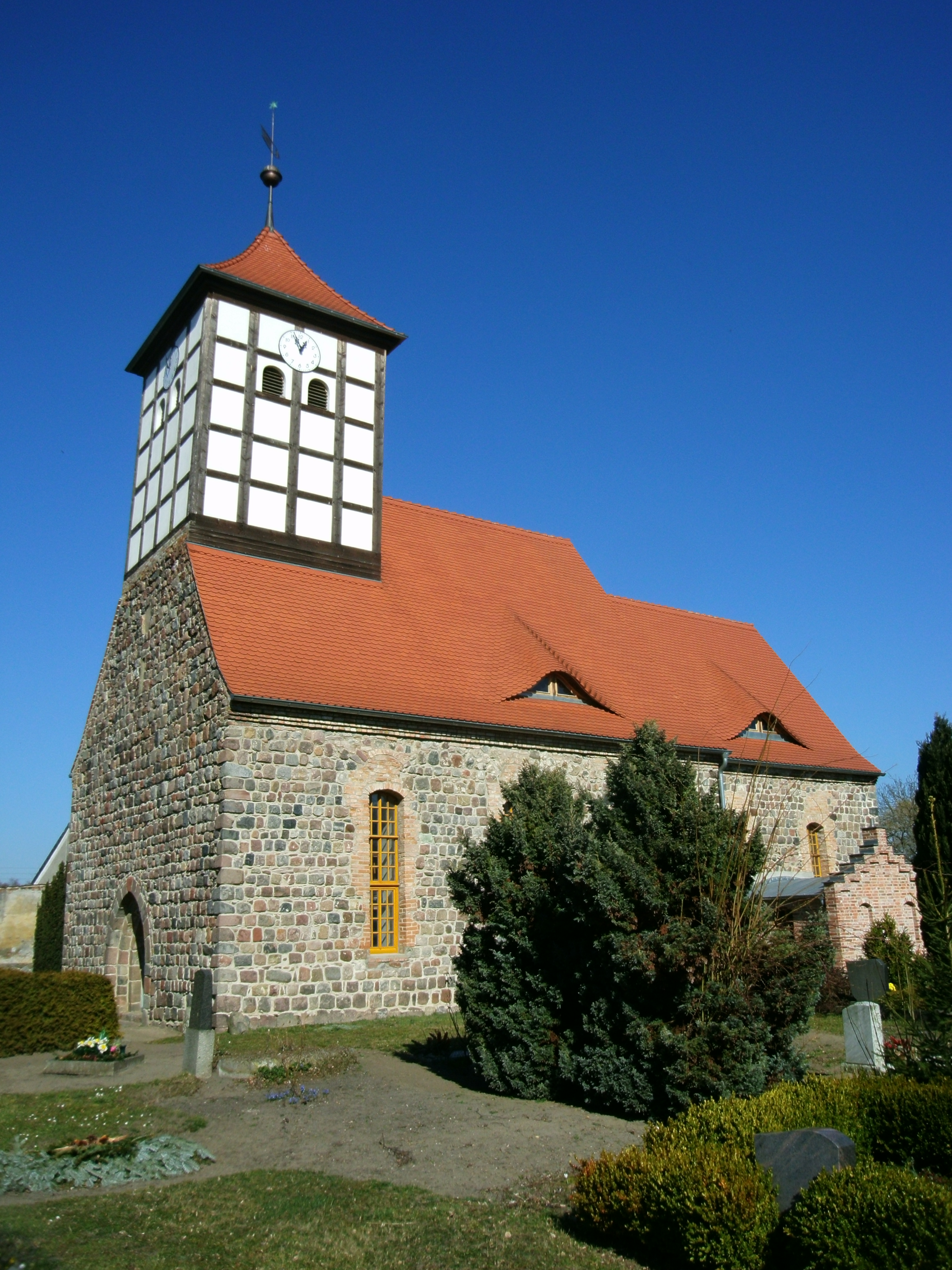

## Népesség
A település népességének változása:
| Lakosok száma | 41 980 | 40 223 | 40 387 | 41 103 | 41 461 | 41 704 |
|               | 2014   | 2017   | 2019   | 2021   | 2022   | 2023   |